# Almelo
Almelo – miasto we wschodniej Holandii, w prowincji Overijssel.
Na wschodzie miasta znajduje się zakład wzbogacania uranu firmy URENCO Nederland.
W mieście rozwinął się przemysł włókienniczy, odzieżowy, maszynowy, chemiczny oraz spożywczy. 

## Dane ogólne
Port śródlądowy, położony nad Kanałem Almelo-Nordhorn łączącym Almelo z
Nordhorn w Niemczech i rzeką IJssel. Ważny węzeł drogowy (A1, A35).

## Miasta partnerskie
- Iserlohn, Niemcy
- Denizli, Turcja
- Preston, Wielka Brytania